# Невежа, Андроник Тимофеевич
Неве́жа, Андрони́к Тимофе́евич (Тимофе́ев) (Невѣ́жа, Андрони́къ Тимофѣ́евичъ (Тимофѣ́евъ) XVI век — между 30 ноября 1602 и 29 апреля 1603 года) — печатный мастер Московской типографии во второй половине XVI века.

## Биография

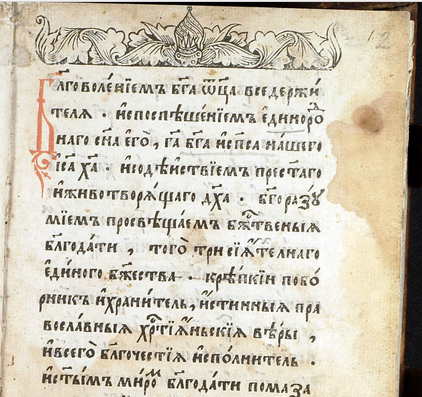
Первый печатный Служебник, изданный в Москве 25 апреля 1602 года типографом Андроником Тимофеевичем Невежою

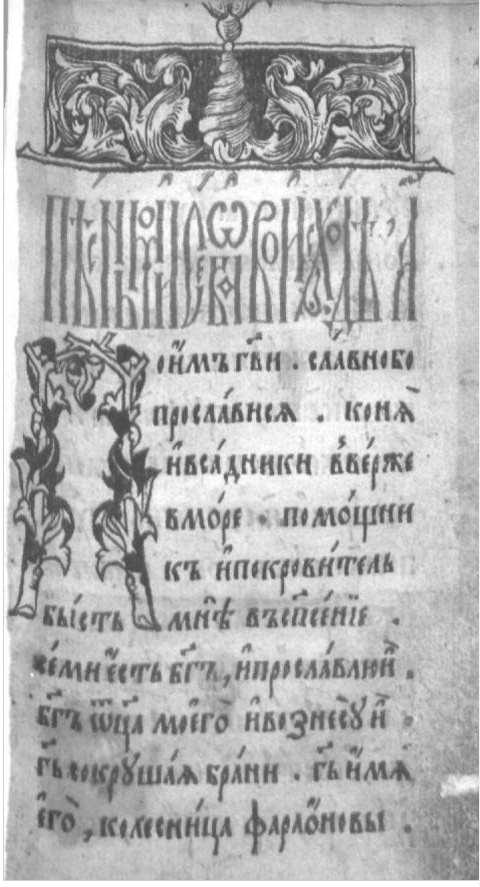
Страница первого Псалтыря, изданного в Москве 20 декабря 1568 года. Типографы: Никифор Тарасиев и Невежа Тимофеев (Первая пророческая песнь)

Невежа возглавлял Московскую типографию с 1568 по 1602 год. Биографических сведений о Андронике не сохранилось; все сведения о нём извлечены из послесловий к напечатанным им книгам; официальные же документы о нём сгорели во время литовского разорения. После отъезда Ивана Фёдорова с Петром Мстиславцем в Великое княжество Литовское и пожара, случившегося в Московской типографии в 1565—1566 годах, по повелению царя Ивана Грозного типография была вновь отстроена и книгопечатание в ней восстановлено. Первой книгой, вышедшей из типографии, напечатанной Андроником Невежей вместе с Никифором Тарасиевым, стал «Псалтырь». Она была сделана на «штамбе». Работа над Псалтырью была начата 8 марта, а закончена 20 декабря 1568 года, объём книги — 292 листа, а размер — 4°.

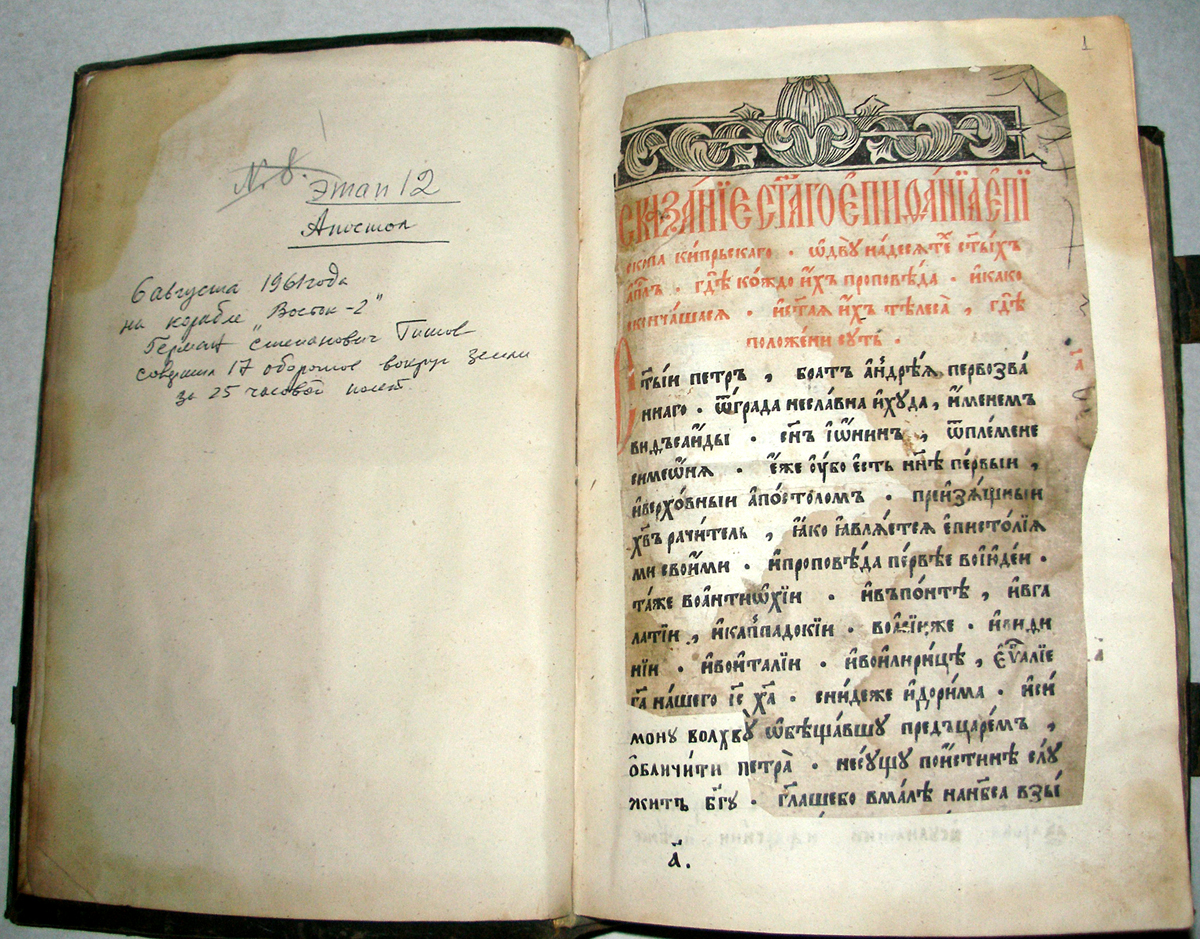
Апостол — первая напечатанная в Москве книга, в которой указан тираж (1500 экз.) Москва: Андроник Тимофеев Невежа, 4 июля 1597 (21.III.7104-4.VII.7105).

После этого Псалтыря в течение 20 лет неизвестно ни одной книги, изданной в Москве. Сам Андроник в это время по распоряжению царя Иоанна переселился в Александровскую Слободу и устроил там маленькую типографию, из которой вышла тоже только одна книга: «Псалтырь» 1577 года (4°, 280 листов). Такая малая производительность объясняется тем, что книгопечатание в то время ещё не находило достаточной поддержки в обществе и типография была только царской книгопечатней. Только с 1589 года деятельность Московского печатного двора возросла из-за нужды в книгах в новопросвещённых землях и крайнего разногласия богослужебных рукописей.
В течение 14 лет (1589—1602) Андроник продолжал заведовать типографским делом. За это время им были напечатаны церковно-служебные книги: «Триодь постная с синаксари и Марковыми главами» 1589 года; «Триодь цветоносная» 1591 года; в 1594 году издан «Охтай» в двух томах; в 1597 году — «Апостол» в количестве 1050 экземпляров (это первая напечатанная книга, где указан тираж), с гравированным на дереве иконописным изображением апостола Луки; в 1598 году вместе с сыном Иванцем Невежею — «Часовник»; это же издание было повторено в 1601 году; в 1600 году — «Минея Общая»; в том же году — «Минея Общая» (2-е издание); в 1602 году — «Служебник»; в том же году — «Псалтирь учебная» с гравированным изображением царя Давида. Из перечисленных книг первопечатными для Московской Руси являются Триоди цветная и постная, Октоих, Минея Общая 1600 года и Служебник (до этого эти книги были только в рукописном виде).

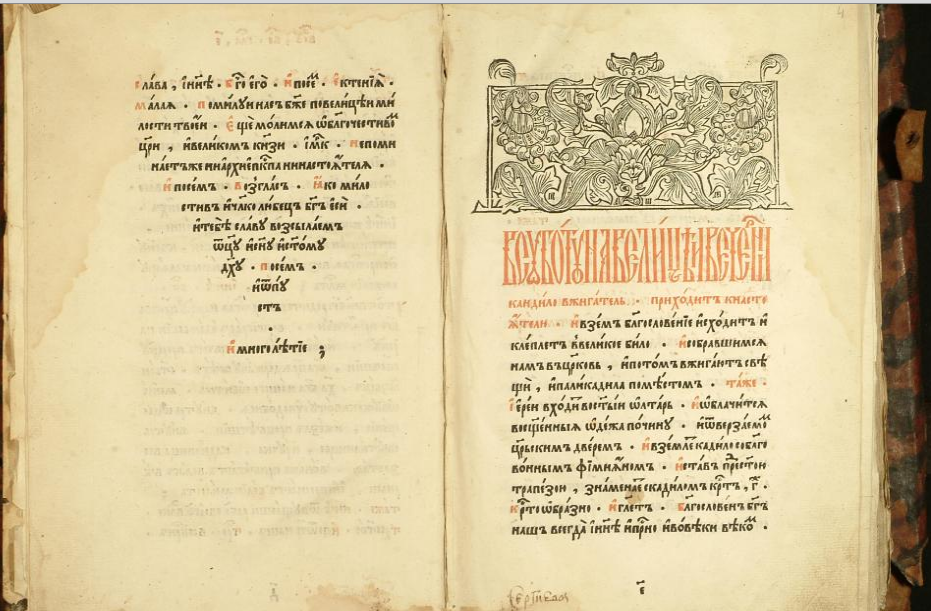
«Охтай» том 2 Андроника Тимофеева сына Невежи, 31 января 1594 года, гласы 5-8

Кроме этих книг, несомненно напечатанных Андроником Невежей, следует отнести к его работе ещё следующие: «Псалтирь» 1591 года, «Триодь постная» 1592 года, «Триодь цветная» 1594 года, «Чиновник архиерейский священного служения» 1600 года (также первопечатная книга для Московской Руси) и Евангелие, напечатанное после 1596 года, и относимое к числу работ Невежи «Сказание о воображении книг печатного дела», составленное в XVII веке. Это же Сказание называет Андроника Невежу учеником первопечатников Ивана Федорова и Петра Тимофеева. Действительно, внешняя сторона изданий может служить только подтверждением этого мнения: приёмы работы, полууставная азбука, заставки, вязь, орнаментовка те же, что и в первопечатном Апостоле 1564 года. Все издания Андроника очень удовлетворительные с внешней стороны, имеют однако много недостатков со стороны правильности текста, хотя правительство и заботилось ревностно, как видно из послесловий, «о исправлении книжном и в них о словеси истинном»; главной причиной неисправности текста было правление его по догадкам без сверки с древнегреческим текстом.
Кроме книгопечатания, Андроник занимался ещё и гравированием, как это видно из его подписи под изображением евангелиста Луки в Апостоле 1597 года; вероятно, ему же принадлежат и гравированные изображения царя Давида в псалтырях его печати.
Продолжателями книгопечатания в Москве стали сыновья Невежи: Иван Андроникович (возглавлял типографию с 1603 год по 1611 год) и Алексей Андроникович (возглавил типографию при царе Михаиле Феодоровиче в 1614 году и имел под своим управлением 16 человек).

## Памятник Андронику Невеже
В 1977 году во Львове, в Святоонуфриевском монастыре, во дворе храма, где был похоронен Иван Фёдоров, по сохранившейся фотографиям была установлена надгробная плита Ивану Фёдорову, а рядом с ней был установлен памятник — трёхфигурная композиция, изображающая Ивана Фёдорова с учениками: Петром Мстиславцем и Андроником Невежею (скульптор Анатолий Галян). После реставрации 1972—1974 годов здесь был открыт музей Ивана Федорова — филиал Львовской картинной галереи. В начале 1990-х годов музей был закрыт. Памятник русским первопечатникам был перенесён на новое место. В настоящее время он находится перед зданием Музея искусства старинной украинской книги по адресу улица Коперника, 15а.

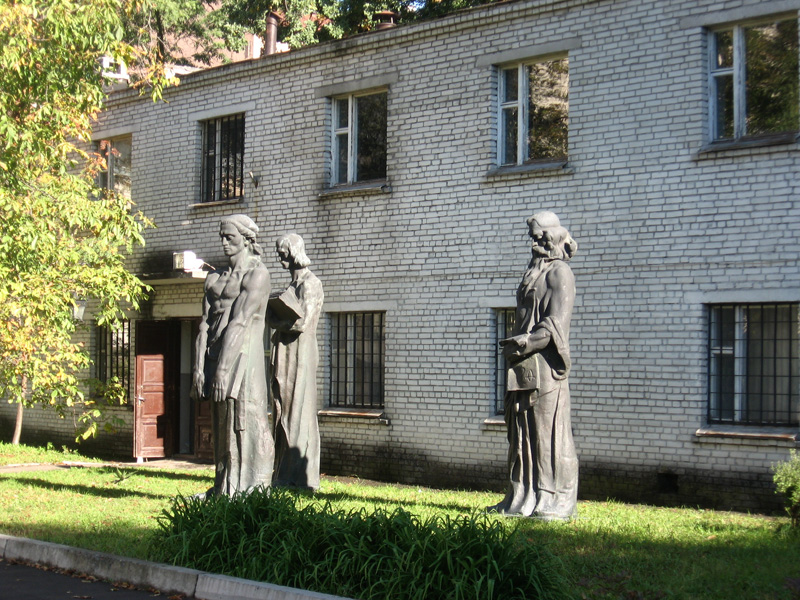
Скульптор Анатолий Галян. Композиция перед фасадом музея книги